# Trudelies Leonhardt
Trudelies Leonhardt (Laren, 30 maggio 1931) è una pianista e fortepianista olandese.

## Biografia[1]
Trudelies Leonhardt è nata a Laren (provincia dell'Olanda Settentrionale, Paesi Bassi) in una famiglia con la passione dell'arte, nella quale la musica occupava un ruolo di grande importanza. Suo fratello è Gustav Leonhardt, celebre clavicembalista. A quattro anni inizia a studiare il pianoforte sotto la guida di Johannes Röntgen e prosegue gli studi al Conservatorio di Amsterdam con Nelly Wagenaar conseguendo cum laude il diploma di solista.
Durante la sua giovinezza vari artisti rinomati furono ospiti dei suoi genitori, fra cui Adrian Aeschbacher, il Trio Pasquier, il Quartetto Italiano, André Navarra, Antonio Janigro e Gérard Souzay; questi incontri furono fonte di grande ispirazione, arrivando persino a delle collaborazioni ufficiali.
I premi Elizabeth Everts e De Vriendenkrans van het Concertgebouw (Circolo degli amici del Concertgebouw), destinati ai giovani e promettenti talenti, le furono attribuiti prima della partenza per Parigi dove si perfezionò con Yves Nat e Marguerite Long.
Diverse orchestre l'hanno invitata come solista, fra cui l'Orchestra reale del Concertgebouw di Amsterdam con la direzione di Eugen Jochum, il Tonhalle Orchester di Zurigo, il Limburgs Symphonie Orkest, l'Orchestre de Chambre de Lausanne, il Musikkollegium Winterthur, The London Mozart Players diretti da Harry Blech, per citarne solo alcuni. Si susseguono numerosi recital e concerti di musica da camera.
A partire dagli anni settanta si è dedicata completamente agli strumenti antichi, che sono diventati la sua vera passione. Ha quindi deciso di votarsi al fortepiano e al repertorio della fine del XVIII e dell'inizio del XIX secolo, il cui intimo contatto è ben lontano dai grandi pianoforti da concerto.
Tiene regolarmente conferenze su temi come "La triade per fortepiano di Franz Schubert", "Schubert e le sue sonate per fortepiano", "Schubert in tratti essenziali", "Schubert e il suo mondo", "Beethoven e il fortepiano", "I piccoli piaceri per fortepiano di Beethoven e Schubert".

## Discografia
In collaborazione con lo studio MediaTone ha realizzato la discografia seguente (che è in continua crescita).
I dischi sono presentati in ordine cronologico della prima edizione per ogni compositore o gruppo di compositori.

### Opere di Anthon van der Horst

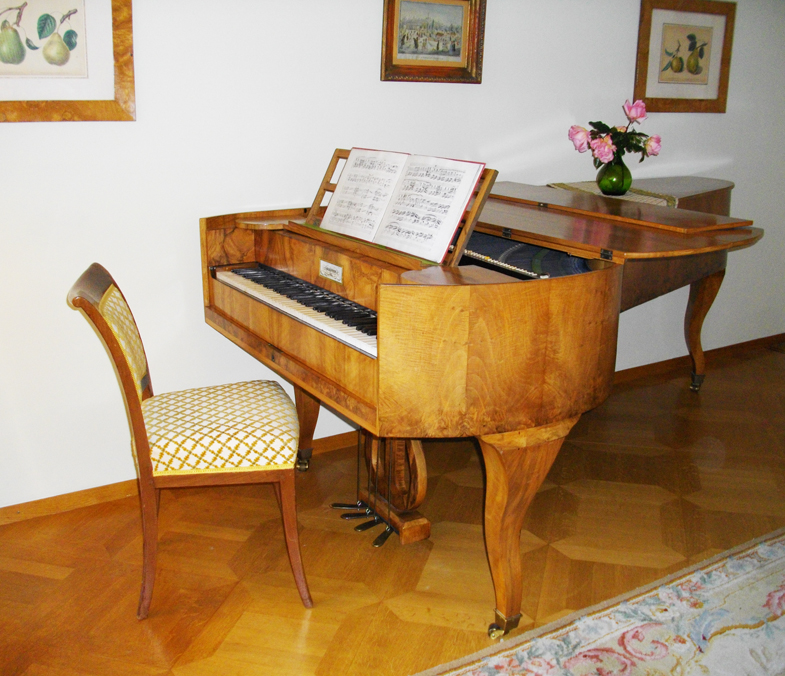
Fortepiano Benignus Seidner, Vienna 1815-20; strumento personale di Trudelies Leonhardt

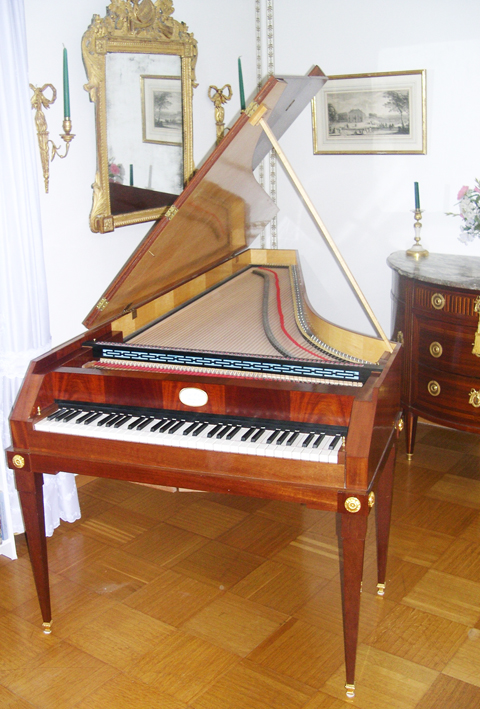
Fortepiano McNulty, copia da Anton Walter; strumento personale di Trudelies Leonhardt

Edito da CNR, Hliversum (Paesi Bassi):
- (1963) HV 530 : Tema con Variazioni in Modo Conjuncto

### Opere di Wolfgang Amadeus Mozart e Franz Schubert
Edito da Arion, Parigi (Francia):
- (1980) Arion 36578 « L'Art du Pianoforte » : Mozart Sonate KV 576, Menuet KV 355, Schubert Sonate D 566, 17 Ländler D 366 et Cotillon D 976

### Opere di Franz Schubert
Editi da Jecklin, Zurigo (Svizzera):
- (1989) Jecklin J 4420/ 1-2 Vol. 1 (2 CD) : Sonates D 959, D 784, D 845, D 894
- (1990) Jecklin J 4422/ 3-2 Vol. 2 (2 CD) : Sonates D 958, D 960, D 664, D 850
- (1990) Jecklin. J 4424/ 5-2 Vol. 3 (2 CD) : Sonates D 557, D 568, D 537, D 575, D 566, D 459

Editi da Divertimento, Vienna (Austria):
- (1990) Div 31016 : 6 Moments musicaux D 780, Ländler et Cotillon D 681, 679, 976, 3 Klavierstüke D 946
- (1990) Div 31015 : 4 Impromptus D 935, 12 Wiener Deutsche D 128
- (1993) Div 31018 : 7 Deutsche D 366, Ländler D 145-366-970, 12 Ländler D 790, Menuet avec 2 Trios D 335, Grätzer Walzer D 924
- (1994) Div 31019 : Sonate D157, 4 Impromptus D 899, 26 Écossaises D 618b-421-511-697-145-977-158

Editi da Globe, Amsterdam (Paesi Bassi):
- (1996) Glo 5151 : Menuet D 277a, Andante D 604, 12 Walzer D 145, Scherzo D 593 No 2, 12 Écossaises D 299, Adagio D 612, Menuet D 334, 8 Écossaises D 529, Scherzo D 593 No 1, 16 Ländler D 734
- (1997) Glo 5167 : Sonate D 279, Adagio D 178, Erste Walzer D 365 (1-18),Variations Hüttenbrenner D 576, Erste Walzer (19-36), Allegretto D 915
- (2008) Glo 5231 : Sonate D 850, Menuet avec 2 Trios D 91a, Menuet D 336, 8 Ländler D 378, Menuet avec 2 Trios D 91b, Menuet avec 2 Trios D 380, Allegretto D 915
- (2006) Glo 6061 : CD 1 : Sonate D 960, Allegretto D 566, Scherzo D 566, CD 2 : Les esquisses pour la Sonate D 960
- (2008) Glo 5232 : Letzte Walzer D 146, Écossaises D 145, D 734, D 783, D 816, 12 Menuet D 41
- (2009) Glo 5236 : Drei Klavierstücke D 946, 10 Ländler et Cotillon D 681-679-976, Moments musicaux D 780

Editi da Cascavelle, Friburgo (Svizzera):
- (1999) Vel 3008 : 4 Impromptus D 899, Sonate D 157, 26 Écossaises D 618b-421-511-697-145-977-158
- (1999) Vel 3009 : 12 Écossaises D 781-782, Menuet avec 2 Trios D 380, Adagio D 505, Rondo D 506, Galopp D 925, Galopp D 735, 6 Deutsche Tänze D 820, Scherzo D 570, 34 Valses sentimentales D 779 (1-17), Andante D 29, 34 Valses sentimentales D 779 (18-34)
- (2002) Vel 3053 : 4 Impromptus D 935, 12 Deutsche Tänze D 420, Grazer Fantasie D 605a
- (2002) Vel 3054 : 20 Ländler D 145-366-970, Menuet avec 2 Trios D 335, Grätzer Walzer D 924, 12 Ländler D 790, 8 Écossaises D 735, 17 Deutsche D 366 et Cotillon D 976

Edito da VDE-Gallo, Losanna (Svizzera):
- (2007) Gall CD 1232 : 16 Deutsche Tänze D 783, Sonate D 840 "Reliquie", 10 Variations D 156

### Opere di Ludwig van Beethoven
Edito da Kingdom Records, Londra (Gran Bretagna):
- (1990) Kclcd 2022 : Kurfürsten Sonate WoO 47 No 2, 6 Bagatelles Opus 126, Sonate Opus 101

Edito da Meridian Records, Londra (Gran Bretagna):
- (1992) Meridian Duocd 89023 : 32 Variations WoO 80, Sonate Opus 27 No 1, Bagatelle WoO 56, Allegretto WoO 53, Rondo Opus 51 No 2, 11 Bagatelles Opus 119

Editi da Globe, Amsterdam (Paesi Bassi):
- (1996) Glo 5158 : Andante WoO 57, Sonate Opus 28, 7 Bagatelles Opus 33, Bagatelle WoO 52
- (2009) Glo 5237 : Sonate Op. 10 No 3, 8 Variations WoO 76, Sonatine (fa maj.) Kinsky - Halm Anhang 5b, Prélude WoO 55, Rondo Kinsky - Halm Anhang 6, Klavierstück WoO 61a, Sonatine (sol maj.) Kinsky - Halm Anhang 5a, 6 Variations WoO 77

Editi da Cascavelle, Friburgo (Svizzera):
- (2002) Vel 3052 : Kurfürsten Sonate WoO 47 No 1, Klavierstück Pour Elise WoO 59, Sonate Opus 10 No 1, Klavierstück WoO 60, Sonate Opus 26, Klavierstück WoO 61
- (2002) Vel 3055 : Rondo Opus 51 No 1, Sonate Opus 10 No 2, Fantaisie Opus 77, Variations "Rule Britannia" WoO 79, 6 Écossaises WoO 83, Sonate Opus 90

Edito da Vde-Gallo, Losanna (Svizzera):
- (2006) Gall CD 1190 : 6 Menuets WoO 10, Sonate Opus 31 No 2, 10 Variations WoO 73, Sonate Opus 78

### Opere di Robert Schumann e Felix Mendelssohn
Edito da Meridian Records, Londra (Gran Bretagna):
- (1992) Meridian Duo cd 89024 : Robert Schumann Arabeske Opus 18, Waldszenen Opus 82, Felix Mendelssohn Fantasie Opus 15, Lieder ohne Worte

### Opere di Felix Mendelssohn e John Field
Edito da Cascavelle, Friburgo (Svizzera):
- (1999) Vel 3010 : Felix Mendelssohn Sonate Opus 105, Variations Sérieuses Opus 54, John Field Sonate Opus 1 No 1, Nocturne 13, Nocturne 18, Nocturne 14

### Opere di Wolfgang Amadeus Mozart
Edito da Musica Omnia, Cambridge (Massachusetts, Stati Uniti):
- (2011) MO 0409 : Fantaisie KV 475, Sonate KV 457, Sonate KV 282, Sonate KV 332